# Allan Arkush
Allan Arkush (* 30. April 1948 in Jersey City, New Jersey) ist ein US-amerikanischer Film- und Fernsehregisseur, der oft mit Joe Dante zusammenarbeitete.
Arkush wuchs in Fort Lee, New Jersey auf. Er begann in der Filmbranche in Abteilung für Trailer und arbeitete für Roger Corman. Später führte er Regie bei den von Corman produzierten Filmen Hollywood Boulevard, Giganten mit stählernen Fäusten (Deathsport) und Rock ’n’ Roll Highschool. Außerdem arbeitete er an der Webserie Trailers From Hell. Sein Schaffen umfasst mehr als 60 Film- und Fernsehproduktionen.
Für seine Arbeit an The Temptations wurde er 1999 mit einem Emmy ausgezeichnet.

## Filmografie (Auswahl)

### Film
- 1976: Hollywood Boulevard (Ko-Regie mit Joe Dante)
- 1978: Giganten mit stählernen Fäusten (Deathsport)
- 1979: Rock ’n’ Roll Highschool (Rock ’n’ Roll High School)
- 1981: Herzquietschen (Heartbeeps)
- 1983: Get Crazy
- 1988: Caddyshack II
- 1994: Glory Days (Shake, Rattle and Rock!)
- 1997: Elvis Meets Nixon
- 1998: The Temptations
- 2001: Ein Kuss mit Folgen (Prince Charming)

### Fernsehen
- 1984: Fame – Der Weg zum Ruhm (Fame)
- 1986: Twilight Zone (The Twilight Zone)
- 1986: Chefarzt Dr. Westphall (St. Elsewhere)
- 1986: Das Model und der Schnüffler (Moonlighting)
- 1986: L.A. Law – Staranwälte, Tricks, Prozesse (L.A. Law)
- 1988: Tattinger’s
- 1990: Capital News
- 1990: Parenthood
- 1990: Shannon’s Deal
- 1992: Middle Ages
- 1992: Mann & Machine
- 1987: The Bronx Zoo
- 1992: Bodies of Evidence
- 1992: I’ll Fly Away
- 1993: Johnny Bago
- 1993: Sirens
- 1993: Moon Over Miami
- 1994: Rebel Highway
- 1994: Glory Days (Shake, Rattle and Rock!)
- 1995: Central Park West
- 1997: Elvis Meets Nixon
- 1998: Ally McBeal
- 1998: Dawson’s Creek
- 1998: The Temptations
- 1999: Snoops
- 2001: Crossing Jordan – Pathologin mit Profil (Crossing Jordan)
- 2001: Ein Kuss mit Folgen (Prince Charming)
- 2006: Heroes
- 2009: Melrose Place
- 2009: Mercy
- 2010: Hellcats
- 2012: Weihnachten mit Holly
- 2014: Switched at Birth
- 2015: Salem[3]
- 2019: Another Life